# Paweł Mąciwoda-Jastrzębski
Paweł Mąciwoda-Jastrzębski, ps. Bejbi (ur. 20 lutego 1967 w Wieliczce) – polski gitarzysta basowy, od 10 stycznia 2004 członek zespołu Scorpions (grał w nim od października 2003). Zaangażowany także w solowy projekt Stirwater.

## Kariera

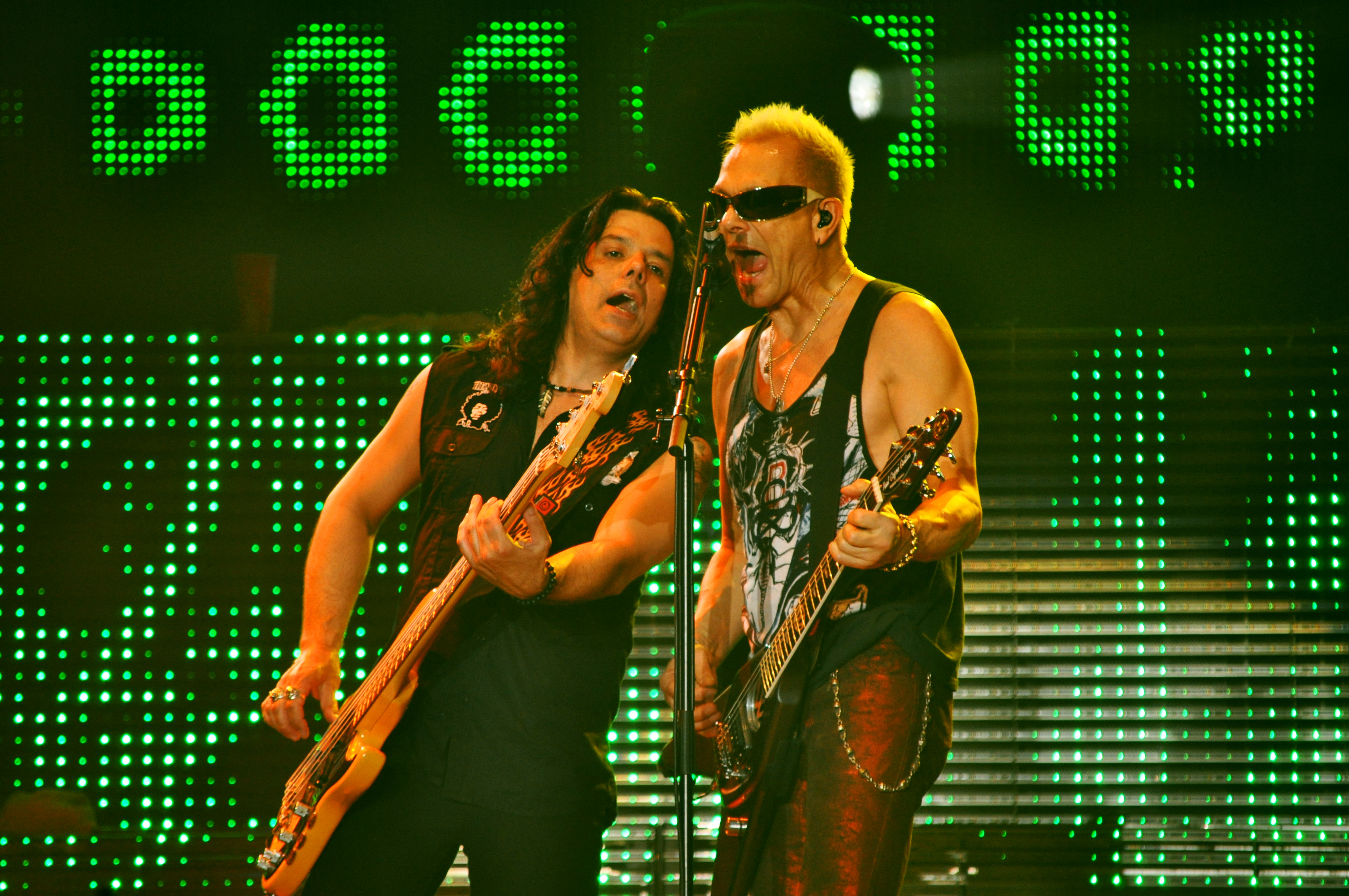
Paweł Mąciwoda i Rudolf Schenker podczas koncertu w Rennes (2012)

Paweł Mąciwoda, zachęcany przez ojca, zaczął grać na gitarze basowej w wieku 15 lat. W tym czasie zyskał przydomek „Bejbi”. W latach 80. koncertował w Europie z zespołem jazz fusion Little Egoists, z którym wydał również swoją pierwszą płytę Radio Wieliczka, grał z zespołami Meness, Düpą i Püdelsi. Był również członkiem jazz-rockowego zespołu Walk Away, z którym nagrał album Magic Lady (m.in. z udziałem Urszuli Dudziak i Michała Urbaniaka).
W 1990 wyjechał do Stanów Zjednoczonych z zespołem Urszula & Jumbo, z członkostwa w którym zrezygnował na rzecz gry z zespołami amerykańskimi, między innymi z chicagowskim bluesowym The Homewreckers. W 1991 przeniósł się na Florydę, gdzie grał z zespołem Genitorturers. Później w Nowym Jorku i Chicago współpracował z różnymi zespołami i muzykami bluesowymi, jazzowymi, funkowymi i rockowymi. W 1996 wraz z Adamem Holzmanem założył zespół Section 31 i wydał album Time Traveler. Grał z Pete’em Townshendem (The Who) i Ianem Paice’em (Deep Purple).
Wznowił również współpracę z Michałem Urbaniakiem, brał udział w nagraniach albumu Urbanator.
W latach 1998–1999 nagrał dwie płyty z polskim zespołem TSA. W 2001 wrócił do Polski, gdzie współpracował między innymi z Oddziałem Zamkniętym, Funk de Nite, Redkot, LAPd.
Od października 2003 roku gra w zespole Scorpions, 20 grudnia 2003 odbył z tym zespołem pierwszy koncert. Oficjalnym jego członkiem jest od 10 stycznia 2004. Z grupą tą Paweł Mąciwoda nagrał w 2004 roku album Unbreakable, w roku 2007 album Humanity – Hour 1, a w 2010 album Sting in the Tail.
W 2009 roku wystąpił obok Grzegorza Markowskiego, Piotra Wróbla, Olafa Deriglasoffa i Macieja Maleńczuka jako gość na albumie zespołu WU-HAE pt. Opera Nowohucka.
W 2012 roku wziął udział w nagraniach do płyty Polska (urodziłem się w Polsce), z zespołem Złe Psy.
W 2021 roku powrócił do noworeaktywowanego TSA.

## Życie prywatne
Mąż Agnieszki, ma dwoje dzieci: Łukasza i Marysię.

## Dyskografia
| Album                                                     | Rok  | Źródło |
| --------------------------------------------------------- | ---- | ------ |
| Mulatu Astatke Plays Ethio-Jazz                           | 1989 |        |
| Sucha Orkiestra – Schi                                    | 1987 | [ 14 ] |
| Little Egoists – Radio Wieliczka                          | 1988 | [ 15 ] |
| Kora I Püdelsi – Bela Pupa                                | 1988 | [ 16 ] |
| Zander – Pora na seks                                     | 1988 | [ 17 ] |
| Urszula Dudziak & Walk Away – Magic Lady                  | 1989 | [ 18 ] |
| Urszula & Jumbo – Urszula & Jumbo                         | 1992 | [ 19 ] |
| Urbanator – Urbanator                                     | 1994 | [ 20 ] |
| Little Egoists – 10 Years                                 | 1996 | [ 21 ] |
| TSA – Live '98                                            | 1998 | [ 22 ] |
| TSA – TSA w Trójce akustycznie                            | 1999 | [ 23 ] |
| Oddział Zamknięty – Co na to ludzie                       | 2001 | [ 24 ] |
| Kulturka – Nie chcę spać                                  | 2004 | [ 25 ] |
| Scorpions – Unbreakable                                   |      | [ 26 ] |
| Kaïssa                                                    | 2004 |        |
| Scorpions – Unbreakable – One Night In Vienna             | 2005 | [ 28 ] |
| Revolver – Miłość bezz granitz                            | 2005 | [ 29 ] |
| Scorpions – Live At Wacken Open Air 2006                  | 2007 | [ 30 ] |
| Grube Ryby – Grube ryby                                   | 2007 | [ 31 ] |
| Scorpions – Humanity – Hour 1                             | 2007 | [ 32 ] |
| Jarek Śmietana Band – Psychedelic – Music Of Jimi Hendrix | 2009 | [ 33 ] |
| La Men – One Million $                                    | 2010 | [ 34 ] |
| Scorpions – Sting in the Tail                             | 2010 | [ 35 ] |
| Scorpions – Live 2011 – Get Your Sting & Blackout         | 2011 | [ 36 ] |
| Scorpions – Comeblack                                     | 2011 | [ 37 ] |
| 4szmery – Life After Death                                | 2011 | [ 38 ] |
| Złe Psy – Polska (urodziłem się w Polsce)                 | 2012 | [ 39 ] |
| Scorpions – MTV Unplugged In Athens                       | 2013 | [ 40 ] |

## Filmografia
| Tytuł               | Rok  | Rola            | Uwagi                                           | Źródło |
| ------------------- | ---- | --------------- | ----------------------------------------------- | ------ |
| „Śmierć Johna L.”   | 1987 | Członek zespołu | film obyczajowy, reżyseria: Tomasz Zygadło      | [ 5 ]  |
| „Forever and a Day” | 2015 | On sam          | film dokumentalny, reżyseria: Katja von Garnier | [ 41 ] |